# Malé Leváre
Malé Leváre este o comună slovacă, aflată în districtul Malacky din regiunea Bratislava. Localitatea se află la altitudinea de 153 m deasupra n.m., se întinde pe o suprafață de 21,41 km2 și în 2017 număra 1.242 de locuitori.

## Istoric
Localitatea Malé Leváre este atestată documentar din 1377.

## Demografie
| An:                | 1994 | 2004    | 2014   | 2024    |
| ------------------ | ---- | ------- | ------ | ------- |
| Număr de persoane: | 986  | 1097    | 1178   | 1819    |
| Diferență:         |      | +11,25% | +7,38% | +54,41% |

| An:                | 2023 | 2024   |
| ------------------ | ---- | ------ |
| Număr de persoane: | 1772 | 1819   |
| Diferență:         |      | +2,65% |